# Sgt. Stubby: An American Hero
Sgt. Stubby: An American Hero è un film d'avventura animato al computer del 2018 incentrato sulla storia del Sergente Stubby, un randagio Boston Terrier che divenne un eroe durante la prima guerra mondiale. Diretto e co-scritto da Richard Lanni, presenta le voci di Logan Lerman, Helena Bonham Carter e Gérard Depardieu. Il film è stato distribuito in Nord America il 13 aprile 2018 dalla Fun Academy Motion Pictures. Ha ricevuto recensioni generalmente positive da parte della critica, che l'ha elogiato per la sua "sensibilità e fascino", ma ha incassato solo 3,8 milioni di dollari di ritorno da un investimento di 25 milioni di dollari.

## Trama
Con la prima guerra mondiale incombente, il giovane Doughboy dell'esercito americano Robert Conroy (Logan Lerman) vede cambiare la sua vita per sempre quando incontra un cagnolino con una tozza coda che vaga nel campo di addestramento, come gli uomini del 102º reggimento di fanteria e della 26ª divisione di fanteria che si allenano nei giardini dell'Università di Yale. Conroy dà al suo nuovo amico un nome, una famiglia e la possibilità di imbarcarsi nell'avventura che definirebbe un secolo.
Nonostante non abbia una formazione formale per addestrare i cani, Stubby e i suoi compagni umani si trovano nelle trincee della Francia e sulla via della storia. Il poilu francese Gaston Baptiste (Gérard Depardieu) fa amicizia con il duo e li accompagna nel loro epico viaggio caratterizzato da dure condizioni e incredibili atti di coraggio.
Come narrato dalla sorella di Robert, Margaret (Helena Bonham Carter), l'aiuto di Stubby durante i combattimenti prevede fiutare gli attacchi di gas in arrivo, trovare alleati feriti in No Man's Land e persino catturare un infiltrato tedesco nelle trincee. Tornati a casa, gli exploit di Stubby sono raccontati dai giornali di tutto il paese.
Per le sue azioni valorose, Stubby è ancora riconosciuto come il cane più decorato nella storia americana e il primo cane mai promosso al grado di sergente dell'esercito degli Stati Uniti.

## Cast
Sgt. Stubby non parla, poiché i registi volevano mantenere la massima precisione storica possibile mentre rendevano gli episodi della prima guerra mondiale accessibili ai bambini.

## Produzione
L'8 novembre 2016 è stato annunciato che Fun Academy Motion Pictures, uno studio di produzione con sede a Cork avrebbe prodotto un film d'animazione basato sulla vita del cane della prima guerra mondiale, Sergeant Stubby, dal titolo Sgt. Stubby: un eroe americano. Il film è stato animato da Mikros Image a Montreal e Parigi, diretto da Richard Lanni e scritto da Lanni, con Mike Stokey. Il film ha coinvolto Bibo Bergeron come capo della storia, e la colonna sonora è stata composta da Patrick Doyle.

## Distribuzione
Il film è uscito in Nord America il 13 aprile 2018. Il 15 giugno 2017, Fun Academy Motion Pictures ha pubblicato un trailer teaser per il film sul proprio canale YouTube. Il 1º dicembre 2017, il primo teaser trailer cinematografico è stato distribuito nei cinema di tutto il Nord America. A tuttora il film è inedito in Italia.

## Ricezione

### Box Office
Negli Stati Uniti e in Canada è stato distribuito insieme ai lanci di Blumhouse's Truth o Dare e Rampage oltreché Isle of Dogs e si prevedeva un incasso di circa 2 milioni di dollari dai 1685 teatri nel suo weekend di apertura. Ha guadagnato 350.000$ nel suo primo giorno e 1,3 milioni$ nel suo weekend di apertura, finendo quindicesimo.

### Critica
Nel sito web di aggregazione di recensioni Rotten Tomatoes, il film ha un punteggio di approvazione dell'89%, basato su 32 recensioni e una valutazione media di 6,5 / 10. In Metacritic, il film ha un punteggio medio ponderato di 57 su 100, basato su 13 critici, che indica "recensioni miste o medie". Il pubblico intervistato da CinemaScore ha dato al film un voto medio di "A" su una scala da A + a F.